# Lady in Gold
Lady in Gold je druhé studiové album švédské rockové hudební skupiny Blues Pills. Vydáno bylo 5. srpna 2016 u vydavatelství Nuclear Blast. Stejně jako na předchozí desce Blues Pills (2014), také toto album produkoval Don Alsterberg a přebal alba vytvořil Marijke Koger-Dunham. V rámci podpory alba se skupina zúčastnila několika turné; během jednoho vystoupení nahrála své první DVD Lady in Gold: Live in Paris.

## Seznam skladeb
Hudbu složil(i) Blues Pills, není-li uvedeno jinak. 
| Pořadí         | Název                                      | Autor          | Délka |
| -------------- | ------------------------------------------ | -------------- | ----- |
| 1.             | Lady in Gold                               |                | 4:32  |
| 2.             | Little Boy Preacher                        |                | 3:36  |
| 3.             | Burned Out                                 |                | 4:33  |
| 4.             | I Felt a Change                            |                | 3:58  |
| 5.             | Gone So Long                               |                | 4:17  |
| 6.             | Bad Talkers                                |                | 3:11  |
| 7.             | You Gotta Try                              |                | 3:39  |
| 8.             | Won't Go Back                              |                | 3:56  |
| 9.             | Rejection                                  |                | 3:34  |
| 10.            | Elements and Things (Tony Joe White cover) | Tony Joe White | 4:47  |
| Celková délka: | Celková délka:                             | Celková délka: | 40:08 |

## Obsazení
- Elin Larsson – zpěv
- Dorian Sorriaux – kytara
- Zach Anderson – basová kytara
- André Kvarnström – bicí, perkuse

Hosté
- Tobias Winterkorn – mellotron
- Rickard Nygren – varhany
- Per Larsson – piano
- Carl Lindvall, Ellinor Svensson, Sofie Lee Johansson – sbor
- Francis Rencoret – vokální aranže
- Don Alsterberg – xylofon

Technická podpora
- Don Alsterberg – produkce, mix
- Marijke Koger-Dunham – přebal alba
- Hans Olsson Brookes – mastering
- Kiryk Drewinski – design
- John McMurtrie – fotograf